# Давыдовка (Пирятинский район)
Давыдовка (укр. Давидівка) — село Давыдовский сельский совет, Пирятинский район, Полтавская область, Украина.
Код КОАТУУ — 5323882201. Население по переписи 2001 года составляло 780 человек.
Является административным центром Давыдовского сельского совета, в который, кроме того, входят сёла Гурбинцы, Кроты и Новые Мартыновичи.

## Географическое положение
Село Давыдовка находится на левом берегу реки Руда, ниже по течению на расстоянии в 6 км расположено село Меченки, на противоположном берегу — село Грабаровка. Рядом проходит железная дорога, станция Грабаровка.

## История
- 1651 — дата основания.
- Церковь Георгиевская существовала 1723 году.[3][4]
- Село указано на подробной карте Российской Империи и близлежащих заграничных владений 1816 года.[5]

## Экономика
- Молочно-товарная ферма.
- ООО «Давыдовское».
- ООО «Василко».
- ООО АФ «Колос».
- ФХ «Береговое».
- ЧП «Новогребельское».

## Объекты социальной сферы
- Школа.